# Pierre-Jean
Pierre-Jean ist eine Kurzgeschichte des französischen Autors Jules Verne. Sie entstand um 1851/52, wurde jedoch zu Lebzeiten des Autors nicht veröffentlicht. Nach Jules Vernes Tod überarbeitete sein Sohn Michel Verne den Text, fügte eigene Handlungsstränge hinzu und veröffentlichte ihn 1910 unter dem Titel Das Schicksal von Jean Morénas im Sammelband Hier et demain (Gestern und morgen). Die Urfassung der Erzählung erschien erstmals 1991 in Frankreich.

## Handlung
Die Erzählung spielt im 19. Jahrhundert und beschreibt die menschenunwürdigen Zustände im Gefangenenlager von Toulon. Herr Bernadon besucht das Gefängnis und verhilft dem Strafgefangenen Pierre-Jean, der für einen Diebstahl zu langer Zwangsarbeit verurteilt wurde, zur Flucht. Die Motivation für Bernadons Unterstützung wird erst im weiteren Verlauf der Handlung enthüllt.

## Ausgaben
- Jules Verne: Pierre-Jean (Übersetzung Gerd Frank). Edition Dornbrunnen, 2019, ISBN 978-3-943275-35-3.
- Jules Verne: Pierre-Jean / Jean Morénas (Übersetzung Gerd Frank, Anne Erhardt). Edition Dornbrunnen, 2021, ISBN 978-3-943275-58-2.